# Г. А. В. Траугот
Г. А. В. Траугот — общая подпись, под которой публиковалась книжная графика трёх художников: Георгия Траугота и его сыновей Александра и Валерия.
Георгий, Александр и Валерий Трауготы начали работу в области детской книжной иллюстрации в 1956 году. Первые книги художники иллюстрировали втроём — отец и братья. Первая книга, вышедшая с иллюстрациями трёх художников — «686 забавных превращений». Рисунки подписывали, соответственно, тремя инициалами: Г. А. В. — Георгий, Александр, Валерий. После гибели Г. Н. Траугота в 1961 году его сыновья, подразумевая развитие традиции, следуя выработанной вместе с отцом стилистике, тем самым словно работали с ним вместе, поэтому оставили его имя в общей подписи . «Мы родились в семье, где отец и мать художники… Поскольку наша семья состоит из художников, то, естественно, возникла наша творческая общность и стремление работать вместе… А что касается других участников братства, то… отец выставлялся мало, хотя и был известен и даже печатно критикуем по поводу своего формализма. Мама никогда не выставлялась…».
Г.: Георгий Николаевич Траугот, настоящая фамилия Трауготт (16 февраля 1903, Санкт-Петербург — 28 сентября 1961, Ленинград). Детство и юность провёл в Сызрани. Сестра — Трауготт, Наталия Николаевна. В 1921—1926 годах учился во ВХУТЕМАСе/ВХУТЕИНе у К. П. Петрова-Водкина, А. И. Савинова, А. Е. Карёва. С 1923 года — член РАБИС, с того же года и на протяжении всей жизни — педагог. С 1929 по 1935 год преподавал в Ленинградском государственном художественно-промышленном техникуме. В 1927 году женился на художнице В. П. Яновой. С 1927 года — член общества «Круг художников». Принадлежал к ленинградской школе живописи. В круг его творческого общения входили А. И. Русаков, В. В. Пакулин, А. С. Ведерников, Г. М. Неменова. С 1932 года — член СХ. В 1945—1948 годы — член правления ЛОСХа. Участник Великой Отечественной войны. Работал над первой экспозицией Государственного мемориального музея обороны и блокады Ленинграда, также над экспозициями Государственного музея этнографии народов СССР, Государственного музея истории Ленинграда. Персональные выставки: Ленинград, Дом писателя имени В. Маяковского (1958), Государственный Русский музей (2012).
А.: Александр Георгиевич Траугот, настоящая фамилия Трауготт (р. 19 июня 1931, Ленинград). В блокаду находился вместе с матерью в осаждённом городе, и в это время уже работал как художник. В 1944 году при поступлении в СХШ показал свой графический «блокадный цикл». Учился в СХШ при ИЖСА в 1944—1950 году. В эти годы дружил со скульптором Михаилом Войцеховским, c поэтом Р. Мандельштамом, художниками Александром Арефьевым, Рихардом Васми. С 1965 — член СХ. Работает в живописи, станковой и книжной графике, также в скульптуре и в пластике малых форм. С 1992 года живёт в Париже. С 1999 заслуженный художник РФ. Жена — Элизабет де Теал де Кинси-Трауготт, работала преподавателем французского языка в ярославской глубинке; вернувшись в Париж, обучалась рисованию, работала реставратором, освоила технику росписи и обжиг, создавала керамические вазы.
В.: Валерий Георгиевич Траугот, настоящая фамилия Трауготт (23 июня 1936, Ленинград — 5 октября 2009, Санкт-Петербург) — член Союза художников России (с 1965 года), председатель бюро секции графики Союза художников Санкт-Петербурга.
Художники Г. А. В. Траугот создали иллюстрации более чем к 200 книгам. Наиболее известны их иллюстрации к сказкам Х. К. Андерсена. В их оформлении сказки переиздавались 17 раз, а общий тираж этих изданий превысил три миллиона экземпляров. Также они иллюстрировали следующие произведения: «Сказки матушки Гусыни», «Волшебные сказки» и «Синяя Борода» Шарля Перро, «Кубинские сказки», «Сказки Камбоджи», «Илиада» и «Одиссея» Гомера, «Наука любить» Овидия, «Золотой осёл» Апулея, сказки Э. Т. Гофмана, «Маленькие трагедии», «Дубровский» и другие произведения А. С. Пушкина, «Опасный сосед» В. Л. Пушкина, роман «Мастер и Маргарита» Михаила Булгакова, русскую классику, стихи А. И. Введенского, сказочные повести Б. Сергуненкова, русские сказки, и многое другое.
В этих столь разных по жанру книгах сразу же проявились все основные черты их будущего творчества: возвышенный романтизм, чувство юмора, глубокое вхождение в мир авторского слова, виртуозная работа пером и кистью, способность создавать цельный образ книги, всякий раз отвечающий характеру литературного текста, и, наконец, то, до конца всегда необъяснимое, что будет к себе притягивать читателей и зрителей их книг.Л. С. Кудрявцева

## Книжная иллюстрация Г. А. В. Траугот
- Траугот Г. Н., Траугот А. Г. 686 забавных превращений. — Л.: Художественный фонд СССР, 1956.
- Лиса и журавль: Народная сказка / Художники Г. Н. Траугот и А. Г. Траугот. — Л.: Художественный фонд СССР, [1958]; Переиздание: М.: Детский мир, [1961].
- Дубянская М. М. Раздвигайся шире, круг!: [Стихи] / Рис. А. и Г. Траугот. — Л.: Детгиз, 1960.
- Перро Ш. Синяя Борода: Сказка / Пересказал для детей М. А. Булатов. — Л.: Художник РСФСР, 1962.
- Андерсен Г. X. Новое платье короля. — М.: Детский мир, 1963; Переиздание: Кишинёв: Лумина, 1971 (на молд. яз.; пер. Л. Козеску).
- Глупый тигр: Тибетская народная сказка / Пересказал Н. А. Ходза. — Л.: Детгиз, 1963.
- Кршижановская Е. И. Человек решает сам: Повесть. — Л.: Детгиз, 1963; переиздания: Л.: Детская литература, 1968 1973, 1975; Фрунзе: Мектеп, 1988.
- Мочалов Л. В. Рассказ о том, как мне подарили краски. — М.: Детский мир, 1963.
- Мочалов Л. В. Подарок. — М.: Детский мир. 1963.
- Чехов А. П. Пьесы / [Предисл. В. Хализева]. — М.: Художественная литература, 1963, 1964.
- Яковлев Ю. Я. Часовой революции: [Рассказ о броневике «Враг капитала»]. — М.: Советская Россия, 1964.
- Баух Е., Медовой Н. Горошки и граф Трюфель: [Сказка]. — Кишинёв: Картя молдовеняскэ, [1965], 1973.
- Гернет Н. В. Сказка про лунный свет. — Л.: Детская литература, 1966; переиздания: Л.: Детская литература, 1971; М.: Прогресс, 1974, 1978.
- Кубинские народные сказки / Пер. с исп. Запись и лит. обработка С. Фейхоо; Сост., предисл. и примеч. Н. Булгаковой. — М.: Художественная литература, 1966.
- Блок А. А. Стихотворения и поэмы / [Сост. и предисл. Вл. Орлова]. — М.: Художественная литература, 1967. — (Народная библиотека).
- Борисова Е. Б. Счастливый конец: Сказка. — М.: Советская Россия, 1967; переиздания: М.: Советская Россия, 1968, 1970.
- Бутков Я. П. Повести и рассказы / [Подгот. текста, вступ. ст. и примеч. Б. С. Мейлаха]. — М.: Художественная литература.
- Похождения хитроумного Алеу и другие сказки Камбоджи / Пер. с кхмер. Ю. Горгониева; Предисл. В. Микушевича. — М.: Художественная литература, 1967, 1973.
- Максимов А. Н. Лесные клады. — М.: Детская литература, 1968.
- Прокофьева С. Л. Не буду просить прощения. — М: Радуга, 1968. (На нем. языке); переиздания: М.: Радуга, 1984 (на англ, яз; пер. Р. Боброва); М.: Радуга, Варшава: Вспулпраца, 1989 (на польск, яз.; пер. М. Квятковска); М.: Радуга, б. г. [1989] (на арабск. яз.); М.: Радуга, б. г. [1989] (на нем. яз.; пep. Т. М. Бобровской).
- Андерсен Г. X. Сказки / Пер. с дат. А. Ганзен, А. Эмзиной, Ю. Яхниной, А. Кобецкой. — Л.: Детская литература, 1969; переиздания: Л.: Детская литература, 1979.
- Андерсен X. К. Сказки / [Вступ. ст. К. Паустовского]. — М.: Художественная литература, 1990.
- Андерсен Г. X. Сказки и истории: В 2 т. / Пер. с дат. А. Ганзен и др.; Сост. Л. Брауде; Вступ. ст. Т. Сильман. — М.: Художественная литература, 1969; переиздания: Кишинев: Лумина, 1973, 1974, 1975; М.: Художественная литература, 1977; М.: Клио, 1992; Петрозаводск: Карел, фил. Всерос. ассоц. «Рус. старина» и др., 1992; Архангельск; Вологда: Сев.-Зап. кн. изд-во. Вологод. отд., 1993; Челябинск: Южно-Уральское кн. изд-во, 1993. — (Библиотека библиофила); СПб.: Светлячок, 2000.
- Петефи Ш. Любовь и свобода: [Стихи] / Пер. с венг.; Сост. А. Кун. — Л.: Художественная литература, 1969.
- Цыферов Г. М. Мой Андерсен. — М.: Малыш, 1969.
- Заколдованный холм: Английская народная сказка в пересказе Н. Рябовой. М.: Советская Россия, 1970.
- Андерсен Г. X. Оле-Лукойе: Сказки / Пер. с дат. А. В. Ганзен. — М.: Малыш, 1971.
- Живой в царстве мертвых: Сказки народов Непала / Пер. с непальск. и неварск. Л. Аганиной и К. Шрестха; Под ред. М. Малышевой; Предисл. Л. Аганиной. — М.: Художественная литература, 1971.
- Гонкур, Э. и Ж. де. Жермини Ласерте. Братья Земганно. Актриса Фостен: Романы / Пер. с фр. [Вступ. ст. В. Шора; Примеч. Н. Рыковой.] — М.: Художественная литература, 1972. — (Библио-тека всемирной литературы).
- Некрасов Н. Генерал Топтыгин. — M.: Малыш, 1972, 1973, 1975.
- Ростан Э. Сиpaно де Бержерак: Героическая комедия в 5 действиях / Пер. с фр. Т. Л. Щепкиной-Куперник; коммент. Л. Михайлова. — М.: Детская литература, 1972, 1974.
- Тирсо де Молина. Толедские виллы, сочиненные магистром Тирсо де Молина, уроженцем Мадрида / Пер. с исп. и коммент. Е. Лысенко; предисл. Н. Томашевского. — М.: Художественная литература, 1972.
- Цыферов Г. М. Тайна запечного сверчка: Маленькие сказки о детстве Моцарта. — М.: Малыш, 1972; переиздания: М.: Малыш, 1989, 1991.
- Есенин С. А. Стихи и поэмы / Послесл. Ю.Прокушева. — М.: Современник, 1973.
- Келер В. Р. Сказки одного дня. — М.: Советская Россия, 1973.
- Пушкин А. С. Полтава: Поэма. — М.: Советская Россия, 1973.
- Метерлинк М. Синяя птица: Феерия в 6 действиях, 12 картинах / Пер. с фр. Н. Любимова; послесл. М. Германа. — Л.: Искусство, 1975.
- Гофман Э. Т. А. Золотой горшок. Крошка Цахес по прозванию Циннобep / Пер. с нем. В. Соловьева и А. Морозова; Вступит. ст. Г. Бергельсона; коммент. Н. Веселовской. — Л.: Художественная литература, 1976. — (Народная библиотека).
- Перро Ш. Сказки матушки Гусыни, или истории и сказки былых времен с поучениями / Пер. с фр. А. Федорова, Л. Успенского, С. Боброва. — Л.: Художественная литература, 1976; переиздание: Л.: Лит. изд.-ред. агентство «Лира», 1990.
- Эса де Кейрош Ж. Новеллы / Пер. с португ. [Предисл. М. Кораллова]. — М.: Художественная литература, 1976.
- Лисняк А. Г. Колокольчик Простотак: Сказка. — Л.: Детская литература, 1977.
- Перро Ш. Волшебные сказки / Пересказал М. А. Булатов. — Л.: Детская литература, 1977.
- Андерсен Г. X. Новое платье короля: Сказки. — М.: Малыш, 1978.
- Льюис К. С. Лев, Колдунья и платяной шкаф: Сказка / Пер. с англ. Г. Островской. — Л.: Детская литература, 1978.
- Берггольц О. Ф. Стихи и поэмы. — Л.: Советский писатель, 1979.
- Гауф В. Сказки / Пер. с нем.; Сост. и вступ. ст. В. Р. Келера. — Л.: Художник РСФСР, 1979.
- Гримм Я., Гримм В. Сказки / Пер. с нем. Г. Петникова и А. Введенского. — Л.: Художник РСФСР, 1979, 1980.
- Шаров А. Принц Трюфель и другие странные люди: [Сказки] (Загл. ориг.: Мальчик Одуванчик и три ключика) / Пер. П. Зальцманн, В. Новак. — М.: Прогресс, 1980. (На нем. яз.); переиздание: М.: Радуга, 1983.
- Куприн А. И. Изумруд: Рассказы и повесть / Вступ. ст. Н. Соколова. Л.: Детская литература, 1981. — (Школьная библиотека); переиздания: Л.: Детская литература, 1985, 1987.
- Миккола М.-Л. Анни Маннинен / Пер. с финск. Т. Викстрем. — Петрозаводск: Карелия, 1982.
- Андерсен Г. Стойкий оловянный солдатик: [Сказка] / Пер. с дат. А. В. Ганзен. — Л.: Детская литература, 1983. — (Мои первые книжки). Переиздания: М.: Детская литература, 1989, 1990.
- Крученюк П. А. Маленькая кошка и хитрый мышонок: [Сказка в стихах]. — Кишинев: Литература артистикэ, 1983. (На молд. яз.)
- Межелайтис Э. Кастант-музыкант/ Пep. c лит. Г.Новицкой. — Л.: Детская литература, 1983.
- Сергуненков Б. Н. Сказки из циклов «Кот белый — кот чёрный», «Конь Мотылек», «Кувшин», «Великий пес Полкан». — Л.: Детская литература, 1983.
- Вёрёшмарти М. Чонгор и Тюнде: Пьеса-сказка / Пер. с венг. Л. Мартынова; Предисл. Е. Малыхиной. — М.: Художественная литература, 1984.
- Киплинг Р. Меч Виланда: Сказки старой Англии / Пер. для детей с англ. и вступ. ст. А. Слобожана; Стихи в пер. Г. С. Усовой. — Л.: Детская литература, 1984.
- Перро Ш. Золушка: Сказки / Пер. с фр. А. Козмеску и др. — Кишинев: Литература артистикэ, 1984. — (Золотой ключик). (На молд. яз.)
- Куприн А. И. Олеся: Повесть и рассказы. — Петрозаводск: Карелия, 1985.
- Сказки народов РСФСР / Иллюстрации Г. Камардина, А. и В. Траугот, М. Скобелева, Н. Воронкова, Т. Юфа, Х.-М. Алиханова, В. Петрова-Камчатского. — М.: Радуга, 1985. (На яп. яз.)Переиздание: М.: Радуга, 1986. (На англ. яз.)
- Чехов А. П. Каштанка.: Рассказ. — М.: Малыш, 1985.
- Гоголь Н. В. Ночь перед Рождеством: Повесть. — М.: Детская литература, 1986.
- Байкала-озера сказки. В 2 кн.: Сб. / Сост. Н. И. Есипенок. — Иркутск: Восточно-Сибирское книжное издательство, 1988.
- Гумилев Н. С. Капитаны / Вступ. заметки М. А. Дудина и A. Н. Гумилева; Примеч. и пояснение непонятных слов и выражений М. Кралина. — М.: Детская литература, 1988.
- Превер Ж. Песня для вас: [Стихи] / Пер. с фр. [Л. Цывьяна, М. Яснова; Вступ. ст. и примеч. В. Балахонова]. — М.: Детская литература, 1988.
- Пушкин А. С. Маленькие трагедии. — М.: Советская Россия, 1988.
- Сказки народов мира: В 10 т./ Научный руководитель издания В. П. Аникин]. — М.: Детская литература, 1987—1988. Т. 4. Сказки народов Европы / Сост., вступ. ст. и примеч. А. Л. Налепина. — 1988.
- Шекспир В. Сонеты / Пер. с англ. С. Я. Маршака. — Петрозаводск: Карелия, 1988.
- Аксаков С. Т. Аленький цветочек: Сказка ключницы Пелагеи. — М.: Детская литература, 1989.
- Мацоурек М. Плохо нарисованная курица: Сказки / Пер. с чешек. А. Серобабина. — Свердловск: Средне-Уральское книжное издательство, 1989.
- Пушкин А. С. Дубровский: Роман. — М.: Детская литература, 1989.
- Черкашин Г. А. Кукла. — М.: Детская литература, 1989.
- Андерсен Г. Х. Стойкий оловянный солдатик. — Л.: Детская литература, 1989.
- Вершвовский М. А. Время золотое: Ленингр. повести / [Худ. В. Г. Траугот]. — Л.: Лит. изд.-ред. агентство «Лира», 1989.
- Map А. М. Ручей из Тюрингии: Рассказ о музыканте. — М: Малыш, 1990.
- Траугот А. Г., Траугот В. Г. Иллюстрации к сказкам Ш. Перро: Комплект из 16 открыток. — М.: Советский художник, 1990.
- Вершвовский М. А. Следствие было недолгим: Повесть: [О И. Ф. Манасевиче-Мануйлове] / [Худ. В. Г. Траугот]. — Л.: Детская книга, 1991.
- Map А. М. Кобольды живут в Норвегии. — М.: Малыш, 1991.
- Миксон И. Жила, была: Историческое повествование. — Л.: Детская литература, 1991.
- Набоков В. В. Стихотворения, рассказы / [Вступ. ст. А. Д. Толстого]. — Л.: Детская литература, 1991.
- Перро Ш. Волшебные сказки: Подборка-выставка настенных картин. — Л.: Детгиз, 1991. Переиздание: М.: ОАО «Московские учебники», 2007 / Вступ. ст. Л. С. Кудрявцевой.
- Твои первые сказки: Сказки зарубежных писателей / Сост. Г. Н. Гранова; Ил. Г. А. В. Траугот и др. — М.: Книга, 1991. — (Домашняя библиотека).
- Андерсен X. К. Сказки / [Пер. с дат.; Вступ. ст. К. Г. Паустовского.] — М.: Художественная литература, 1992. — (Для семейного чтения).
- Вершвовский М. А. Пилигрим: Повести / Худ. В. Траугот. — СПб., 1992.
- Вершвовский М. А. Тетрадь Кона: Стихи. — СПб., 1993.
- Животов Н. Н. Тайны Малковских Tpущоб, Игнатка-горюн. Душегуб: Романы / Сост. Б. М. Герцензон. — СПб.: Лира, 1993 (Русский уголовный роман. Кн. 2.)
- Вершвовский М. А. Осень. — СП6.: Лимбус Пpecc, 1994.
- Кричевский Б. В. Предчувствие: Повесть и рассказы. — СПб.: Журн. «Светлячок», 1996.
- Кружков Г. Дождливый остров: Повесть-сказка // Приложение к журналу «Светлячок». — СПб.: Журнал «Светлячок», 1996.
- Гейне Г. Стихотворения / [Пер. с нем., сост., предисл. и послесл. Е. С. Ханина]. — СПб.: [Царское село (издательство)|Царское Село], 1999.
- Пушкин А. С. Медный всадник: Петербургская повесть. — СПб.: Книжный мир, 1999.
- Гомер. Илиада / Пер. с древнегреч. Н. И. Гнедича. — СПб.: Светлячок, 2001. — (Библиотека библиофила).
- Гомер. Одиссея / Пер. с древнегреч. В. Л. Жуковского. — СПб.: Светлячок, 2001. — (Библиотека библиофила).
- Ширали В. Г. Флейтисточка: Стихи. — СПб.: Агат, 2001. — (Незабытые петербуржцы).
- Апулей. Золотой осел: Метаморфозы в XI кн.: В 2 т. / Пер. с лат. М. А. Кузмина. — Калининград: Янтарный сказ, 2002.
- Введенский А. И. Разговор о сумасшедшем доме: Стихи. — СПб.: Агат, 2002. — (Незабытые петербуржцы).
- Вершвовский М. А. Двадцать юных цариц: Стихи. — СПб.: Агат, 2002. — (Незабытые петербуржцы).
- Гнедич Т. Г. Жестокая трава: Стихи. — СПб.: Агат, 2002. — (Незабытые петербуржцы).
- Приходько М. С., Приходько О. Б. Хомани: Книга о жизни лесных ненцев; Сказки, стихи, легенды; Краткий русско-нещанский словарь / Худ. А. Аземша, А. Голованов, С. Остров, Т. Панкевич, Г. А. В. Траугот, В. Цикота. — СПб.: Изд. дом «Светлячок», 2002. Переиздание: М.: Детская литература, 2004.
- Публий Овидий Назон. Наука любить / Пер. с лат. В. Алексеева. — Калининград: Янтарный сказ, 2002.
- Берггольц О. Ф. Встреча / [Сост., авт. примеч. М. Ф. Берггольц]. — СПб.: Царское Село, 2003.
- Берггольц О. Ф. Прошлого нет: Стихи. Поэмы. — СПб.: Царское Село, 2003.
- Григорьев О. Е. Косая линия: Стихи. — СПб.: Агат, 2003. — (Незабытые петербуржцы).
- Кошелев В. Д. Ветер за окном: Стихи. — СПб.: Агат, 2003. — (Незабытые петербуржцы).
- Лукин Е. Sol oriens. — СПб.: Царское Село, 2003.
- Пикач. А. Табунок — золотые копыта. — СПб.: Агат, 2003. — (Незабытые петербуржцы).
- Элтанг Е. Стихи. — Калининград: Янтарный сказ, 2003.
- Пореченков Е. М. Простодушные стихи. — СПб.: Царское село, 2004.
- Аль Д. Н. Основы драматургии: Учебное пособие. —СПб.: СПбГУКИ, 2005.
- Андерсен X. К. Принцесса на горошине. — СПб.: Царское Село, 2005.
- Булгаков М. А. Мастер и Маргарита / Коммент. Г. А. Лесскиса. Ст. М. О. Чудаковой, Э. Д. Кузнецова. — СПб.: Вита Нова, 2005.
- Борисова М. Интереснее пешком: Тридцать три стихотворения и три рассказа о Ленинграде — Петербурге. — СПб.: ДЕТГИЗ — Лицей, 2006.
- Цыферов Г. М. Как лягушонок искал папу: Сказки и маленькие сказочки, сказочные истории, повесть / Худ. А. Савченко, М. Рудаченко, Г. А. В. Траугот. — М.: НФ «Пушкинская библиотека», 2005.
- Вершвовский М. А. Я виноват. — СПб.: Коло, 2007.
- Вершвовский М. А. Ранние повести / Фронт. С. Островского; Ил. Г. А. В. Траугот. — СПб.: Парнас, 2008.
- Вершвовский М. А. Городские повести. — СПб.: Изд-во «Дмитрий Буланин», 2008.
- Барканов М. В. Повесть о том, как помирился Иван Иванович с Иваном Никифоровичем / Ст. М. О. Чудаковой. — СПб.: Вита Нова, 2009.
- Гоголь И. В. Повесть о том, как поссорился Иван Иванович с Иваном Никифоровичем / Пояснения редких и устаревших слов и ст. М. О. Чудаковой. — СПб.: Вита Нова, 2009.
- Гранин Д. А. Чужой дневник. Изменчивые тени // Гранин Д. А. Собр. соч.: В 8 т. — СПб.: Вита Нова, 2009. Т. 8.
- Гофман Э. Т. А. Крошка Цахес, по прозванию Циннобер / Пер. с нем. А. А. Морозова; Послесл. и коммент. А. Б. Ботниковой. — СПб.: Вита Нова, 2009.
- Матвеева Е. А. Секрет Паганини. — М.: ОАО «Московские учебники и Картолитография», 2009.
- Вершвовский М. А. Тетрадь Кона. — СПб.: ШиК, 2009.
- Пушкин А. С. Воспоминания в Царском Селе. — СПб.: ДЕТГИЗ — Лицей, 2010.
- Пушкин В. Л. Опасный сосед / Подгот. текста Н. И. Михайловой. — СПб.: Вита Нова, 2011.
- Борисова Е. Б. Счастливый конец. — М.: Студия 4+4, 2012.
- Андерсен X. К. Принцесса на горошине. — СПб.: Царское Село, 2012.
- Матвеева Е. Двенадцать историй из жизни Джоакино Россини. — М: ООО «Мир детства», 2012.